# Geysir
Geysir (pronúncia em islandês: [ˈceiːsɪr̥] (escutarⓘ)) é uma nascente vulcânica que ocasionalmente lança jatos intermitentes de água quente seguidos de colunas de vapor de água, situada a 85 km a leste de Reiquiavique, e localizada no vale de Haukadalur, no Círculo Dourado no sudoeste da Islândia.
                                                                                                         O nome desta fonte – Geysir – deriva da palavra islandesa geysa (”jorrar”) e deu origem ao termo português gêiser  ( PRONÚNCIA). 

A 50 metros do Geysir, está um outro gêiser, muito mais ativo, o Strokkur.

## Galeria

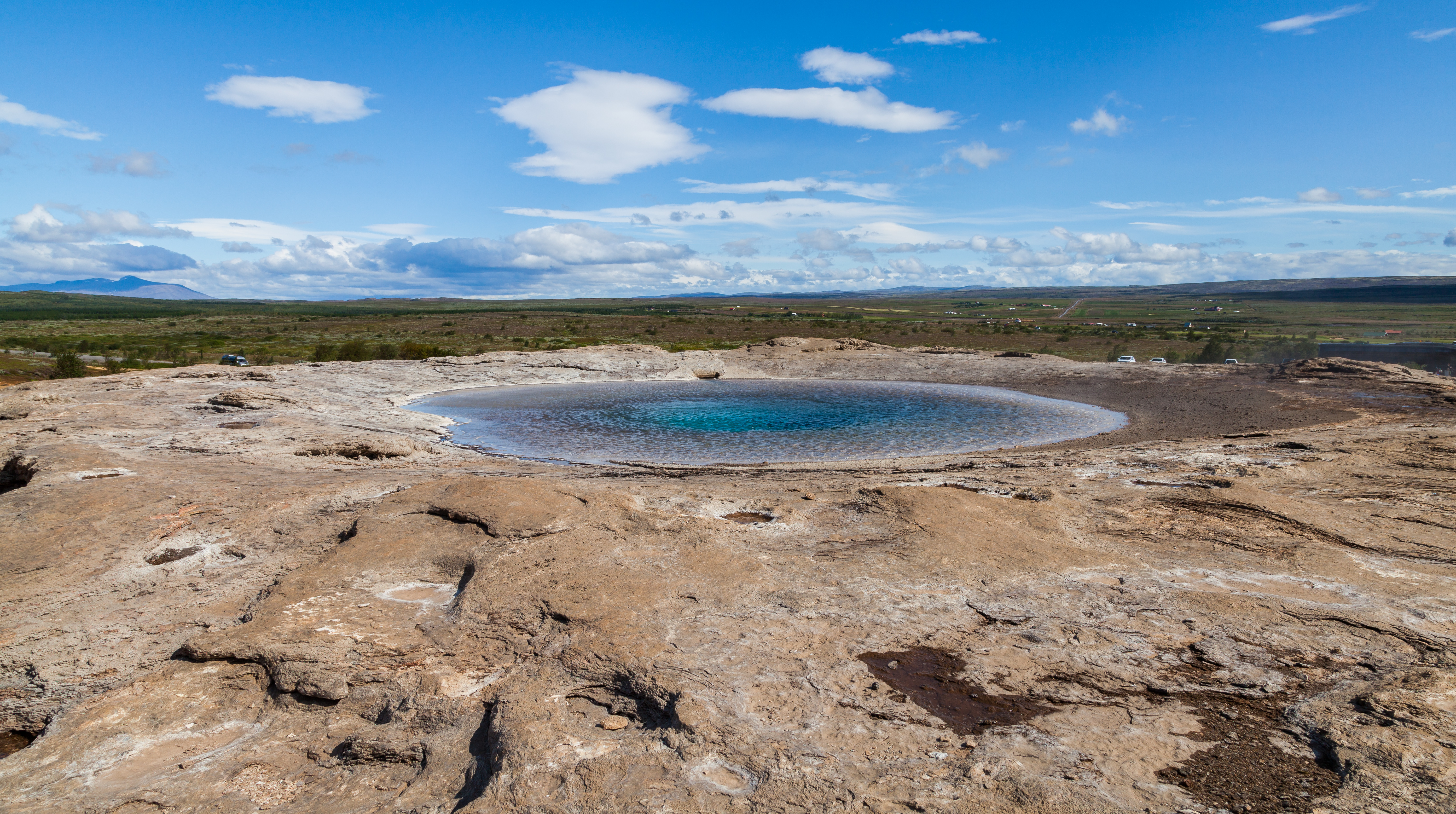
Geysir em período calmo
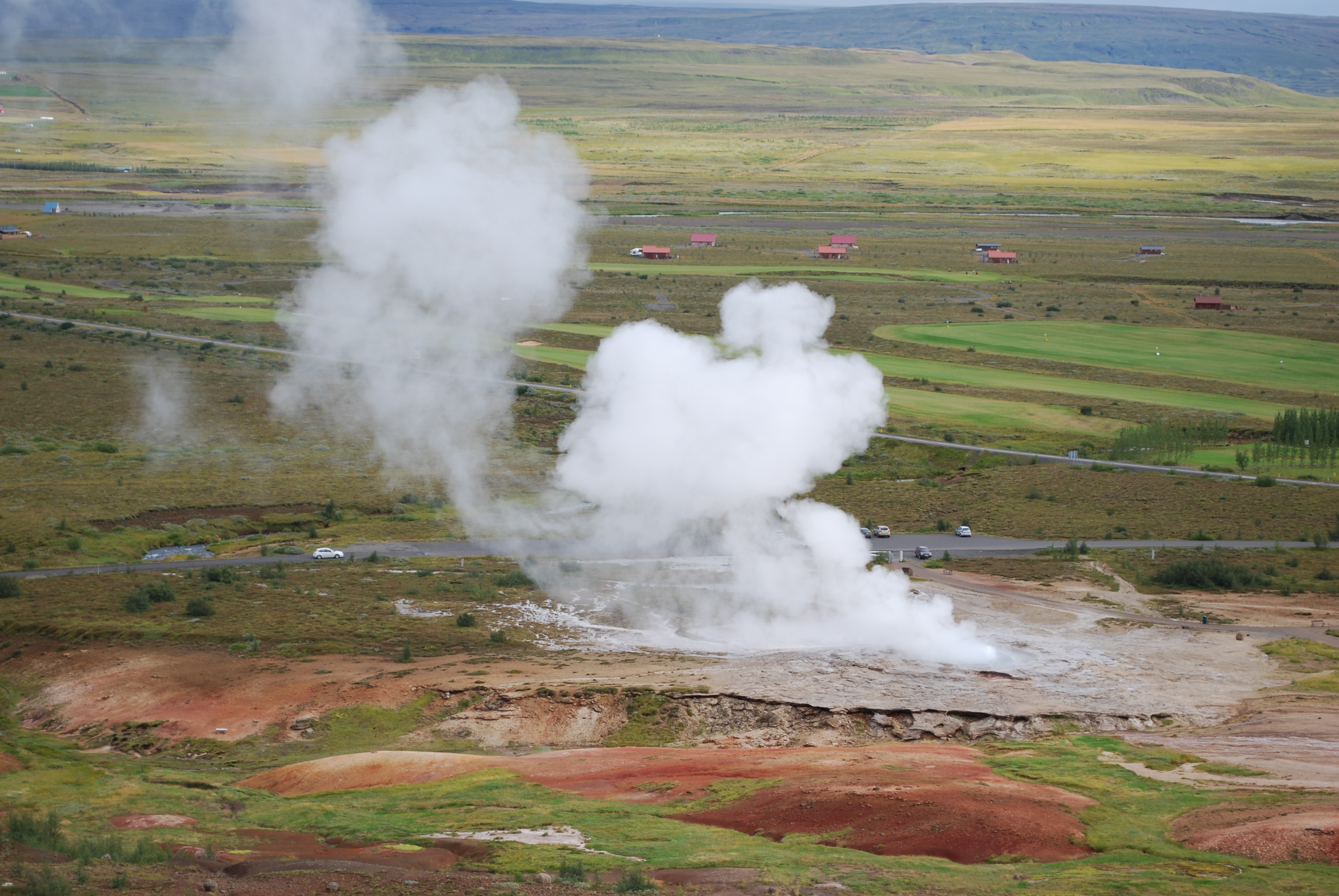
Geysir em período eruptivo